# Uroctea sudanensis
Uroctea sudanensis är en spindelart som beskrevs av Benoit 1966. Uroctea sudanensis ingår i släktet Uroctea och familjen Oecobiidae. Inga underarter finns listade i Catalogue of Life.